# Texananus sextus
Texananus sextus är en insektsart som beskrevs av Crowder 1952. Texananus sextus ingår i släktet Texananus och familjen dvärgstritar. Inga underarter finns listade i Catalogue of Life.